# 1004 Belopolskya
1004 Belopolskya је астероид. Приближан пречник астероида је 71,60 km,
а средња удаљеност астероида од Сунца износи 3,401 астрономских јединица (АЈ).
Инклинација (нагиб) орбите у односу на раван еклиптике је 2,978 степени, а орбитални период износи 2291,640 дана (6,274 година). Ексцентрицитет орбите астероида износи 0,083.
Апсолутна магнитуда астероида износи 9,99 а геометријски албедо 0,034.
Астероид је откривен 5. септембра 1923. године.